# Yngvi

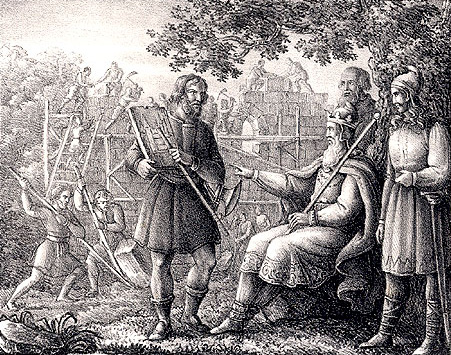
Yngvi-Freyr baut den Tempel von Alt-Uppsala, von Hugo Hamilton (1830)

Yngvi (auch Ingwë bzw. Ingwio) ist der Name des mythischen Stammvaters einer Gruppe nordsee-germanischer Stämme, der Ingwäonen, sowie nach Snorri Sturluson ein Beiname des nordgermanischen Gottes Freyr.

## Geschichte
Jacob Grimm hielt Ing (als „Yngvi“) für den skandinavischen Stammesgott, der auch als Stammvater des Adelshauses der schwedischen Ynglinger genannt wird.

## Nachwirkung
Entgegen weit verbreiteter Annahmen sind im germanischen Kulturraum keinerlei von Götternamen abgeleitete Personennamen belegt. Die zahlreichen auf Yngvi basierenden Vornamen leiten sich nach aktuellem Wissensstand vom Verband der Ingaevonen ab, darunter Ingo, Inge, Inga, Ingi, Ingolf, Ingrid, Ingvar, Ingold (Namenspate für Ingolstadt), Ingmar, Ingbert oder als Ableitung der russische Name Igor.
Ingwaz, der Name der 22. Rune des älteren Futhark, bedeutet ebenfalls Yngvi. Eine allgemein akzeptierte etymologische Herleitung des Namens ist bislang nicht gelungen.